# Kimberlit

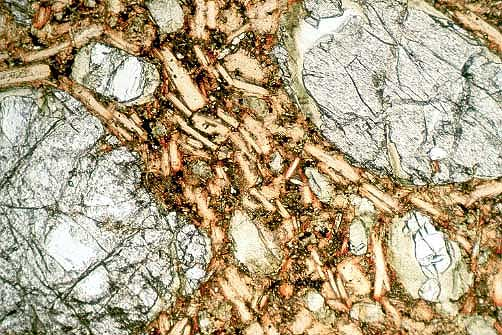
Olivin makrokristályok flogoppit gazdag mátrixban
Kőzetcsiszolat, polarizációs mikroszkópban

A kimberlit (más néven csillámperidotit) ultrabázisos kemizmusú, könnyen illókban (elsősorban CO2-ban) gazdag, alkáli magmás kőzet. Nevét típuslelőhelyéről, a dél-afrikai Kimberleyről kapta. A Föld elsődleges gyémántlelőhelyei szinte kizárólag ehhez a kőzettípushoz kapcsolódnak.

## Megjelenése, genetikája
A kimberlit explozív (robbanásos) diatréma-vulkanizmus során kialakuló magmás kőzet. A robbanásszerű vulkáni tevékenység, a többnyire hangsebességet is elérő magmafeláramlás ún. kimberlitkürtőket („pipe”-okat) hoz létre, melyek néhány métertől, maximálisan mintegy 1000 méterig terjedő átmérővel jellemezhető, függőleges és meredek falú, kör- vagy elliptikus metszetű (ún. „répaforma” = "carrot shape") kőzettestek. A kimberlit képződéséért felelős magma (kőzetolvadék) forrásanyaga nagy mélységben, a földköpenyben helyezkedik el.
A kimberlitkürtőkben 3 különböző kőzetképződési környezet (fácies) különíthető el:
- kráter fácies – az intrúzió (magmabehatolás) felszíni kifejeződése; átlagos átmérője 1 km; piroklasztitokkal feltöltött; többnyire erodált és krátertó található benne; kőzettípusai üledékes szöveti bélyegeket viselnek,
- diatréma (kürtő) fácies – többé-kevésbé szabályos alakú, meredek falú kürtő; átlagos mélysége 2 km; szignifikáns mennyiségű, mellékkőzetekből származó kőzetfragmentumot tartalmaz; fő tömegét tufitos kimberlit, illetve tufitos kimberlitbreccsa adja; a kőzet alapanyagában (mátrixában) gyakoriak a klinopiroxének és a szerpentinásványok,
- hipabisszikus (félmélységi) fácies – szabálytalan alakú gyökérzóna; xenokristályokban gazdag kőzetanyaga – a xenolitok mennyiségétől függően – kimberlit illetve kimberlitbreccsa; kimberlites magmából kristályosodott, elsődleges karbonát- és szerpentinásványokat is tartalmazó kőzettípusok; kőzetszövetük félmélységi.

## Szövete, ásványos összetétele
A kimberlit szövete makrokristályos. A makrokristályos kőzetszövet – hasonlóan a porfíros szövethez – inekvigranuláris, azaz a finomszemcsés alapanyagban több-kevesebb nagy méretű kristály helyezkedik el. Mivel azonban a kimberlit hibrid kőzet, ezért kőzetszövetének elnevezésében nem alkalmazzák a genetikai viszonyokra is utaló porfíros jelzőt, hiszen a benne előforduló nagyméretű, ún. makro- (0,5–10 mm) és megakristályok (10–100 mm) egy része idegen eredetű (xenokristály), és nem az adott kőzetet produkáló magmából kristályosodott. A kimberlit makrokristályai között az olivin dominál, de gyakoriak benne ilmenit-, pirop-, Cr-diopszid-, flogopit-, ensztatit- és kromitkristályok is. Egyébként a makrokristályos olivin mellett a kimberlit tartalmaz kisebb méretű, idiomomorf (euhedrális) olivin mikrofenokristályokat is, melyek egyértelműen a kimberlites magmából kristályosodtak, és nem idegen elegyrészek.
A kimberlitnek ásványos összetétele alapján kétféle típusa ismert:
- I. típusú – finomszemcsés alapanyagából gyakorlatilag hiányzik a flogopit,
- II. típusú – csillámos, mert alapanyaga flogopittartalmú.

A kőzet alapanyagát (mátrixát) idiomorf (euhedrális) olivin, flogopit, perovszkit, spinell, diopszid, monticellit, apatit, kalcit és szerpentin építi fel. Általában a rutil és a nikkel-szulfidok mindig jelen vannak járulékos mennyiségben. A korai kristályosodási fázisban kialakult olivint, flogopitot, monticellitet és apatitot gyakran másodlagos szerpentin és kalcit helyettesíti.

## Előfordulásai
Kizárólag kontinentális lemezeken, és uralkodóan idősebb, kratonizálódott területeken (ősmasszívumokban): például Dél-Afrika, Kongó, Szibéria, Kanada.

## Rokon kőzettípusok
- lamprofir, aplit
- karbonátitok